# Roon-klass
Roon-klassen var två pansarkryssare som byggdes för den tyska kejserliga marinen på 1900-talet. De två fartygen i klassen, Roon och Yorck, liknade i hög grad de tidigare kryssarna i Prinz Adalbert-klassen som de var baserade på. Roon-klassen innehöll små gradvisa förbättringar, bland annat ett par extra pannor. Fartygen skiljde sig också från sina föregångare genom tillägget av en fjärde skorsten. Även om de extra pannorna var avsedda att öka fartygens hastighet, lyckades inte båda fartygen nå sin planerade topphastighet. Dessutom hade fartygen en jämförelsevis lätt bestyckning och ett tunt pansar, vilket gjorde att de var något underlägsna liknande klasser i andra flottor, särskilt med pansarkryssarna hos deras främsta motståndare, Royal Navy.
De två fartygen tjänstgjorde i första spaningsgruppen, Högsjöflottans spaningsstyrka, efter att de togs i tjänst 1905-1906. Under den här perioden tjänstgjorde Yorck och Roon som gruppens flaggskepp respektive biträdande flaggskepp. I början av 1910-talet hade de första tyska slagkryssarna börjat tas i bruk. Med de slagkraftigare fartygen i tjänst kunde Roon och Yorck placeras i malpåse 1911 respektive 1913. Båda fartygen återaktiverades dock efter att första världskriget bröt ut i juli 1914. De tilldelades tredje spaningsgruppen, med Roon som flaggskepp, och fick i uppdrag att skydda flanken för den tyska flottans huvudskepp. I november gjorde den tyska flottan en räd mot Yarmouth, men vid återkomsten till hamnen i Wilhelmshaven drabbades flottan av kraftig dimma och var tvungen att stanna vid Schillig. Yorcks befälhavare ansåg att sikten hade förbättrats så han beordrade sitt fartyg att ge sig iväg igen, men hon stötte snabbt på två tyska minor och sjönk med stor förlust av liv.
Roon förflyttades till Östersjön i april 1915 och deltog i en rad offensiva operationer mot ryska styrkor, inklusive attacken mot Libau i maj, slaget vid Gotland i juli och slaget vid Rigabukten i augusti. Hotet från brittiska ubåtar ledde till att hon togs ur bruk 1916, varefter hon användes som utbildningsfartyg och inkvarteringsfartyg. Planerna på att omvandla henne till en flygplanskryssare i slutet av kriget gick om intet på grund av Tysklands nederlag 1918, och hon ströks ur marinregistret 1920 och bröts upp året därpå.

## Design

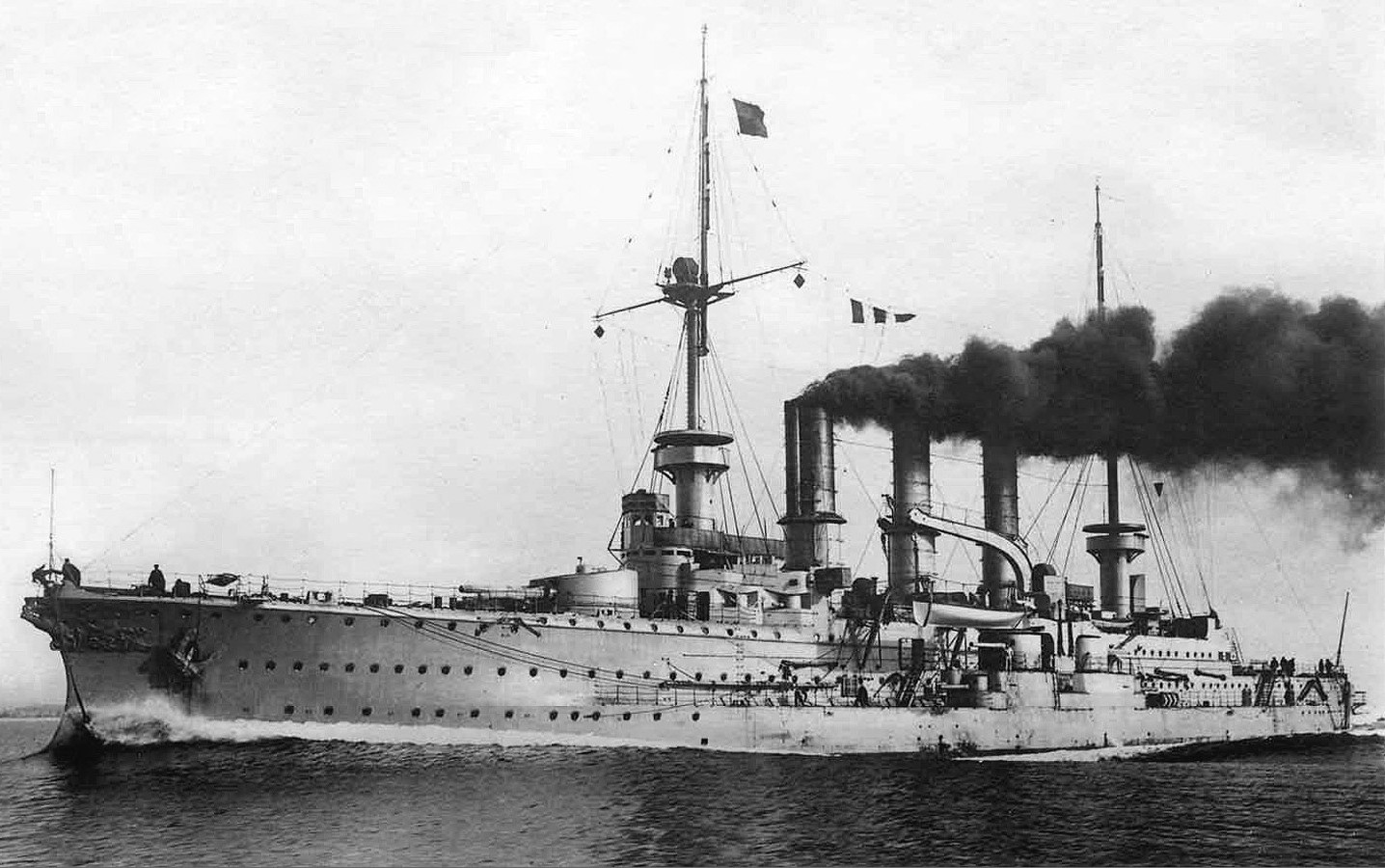
Prinz Adalbert, föregångaren till Ronn-klassen.

I den andra sjöfartslagen i Tyskland, som antogs år 1900, planerades en styrka på fjorton pansarkryssare som både skulle tjänstgöra i Tysklands koloniala imperium och som spanare för huvudskeppen i tyska vatten. Det marina expansionsprogrammet var i första hand riktat mot brittiska Royal Navy, som då ägde världens främsta sjöstridskrafter. Den tidigare pansarkryssarkonstruktionen, Prinz Adalbert-klassen, utgjorde grunden för nästa par fartyg som skulle byggas inom ramen för programmet. Designen för de nya fartygen, som färdigställdes 1901, var små förbättringar jämfört med Prinz Adalbert-klassen, där de främsta förändringarna var tillägget av två pannor, vilket krävde ett längre skrov och gav en ökning med cirka 2 028 hp. Konstruktörerna räknade med att fartygen skulle öka hastigheten med 0,5 knop (0,93 km/h) jämfört med de tidigare kryssarna, men i tjänst nådde ingen av dem upp till den hastigheten. Detta misslyckande var främst ett resultat av deras längd/bredd-förhållande, vilket var ett resultat av begränsningar i Wilhelmshavens hamnanläggningar.
Fartygen i Roon-klassen hade många av samma egenskaper som de samtida tyska slagskeppen, inklusive en mindre huvudbeväpning men ett tyngre sekundärbatteri än deras utländska motsvarigheter. Och liksom alla tidiga tyska pansarkryssare fick de mindre pansar än sina motsvarigheter i den brittiska flottan. Som ett resultat av detta jämfördes de ogynnsamt med sina brittiska motsvarigheter. Dessutom drabbades de av samma öde som många fartyg av pre-dreadnought-typ som färdigställdes i mitten av 1800-talet, eftersom de blev föråldrade av tillkomsten av krigsfartyg med större vapen, som den brittiska slagkryssaren Invincible, som sjösattes 1907. Trots sina nackdelar utgjorde Roon-klassen grunden för den efterföljande Scharnhorst-klassen, som visade sig vara mycket bättre örlogsfartyg.

### Generella egenskaper och maskineri

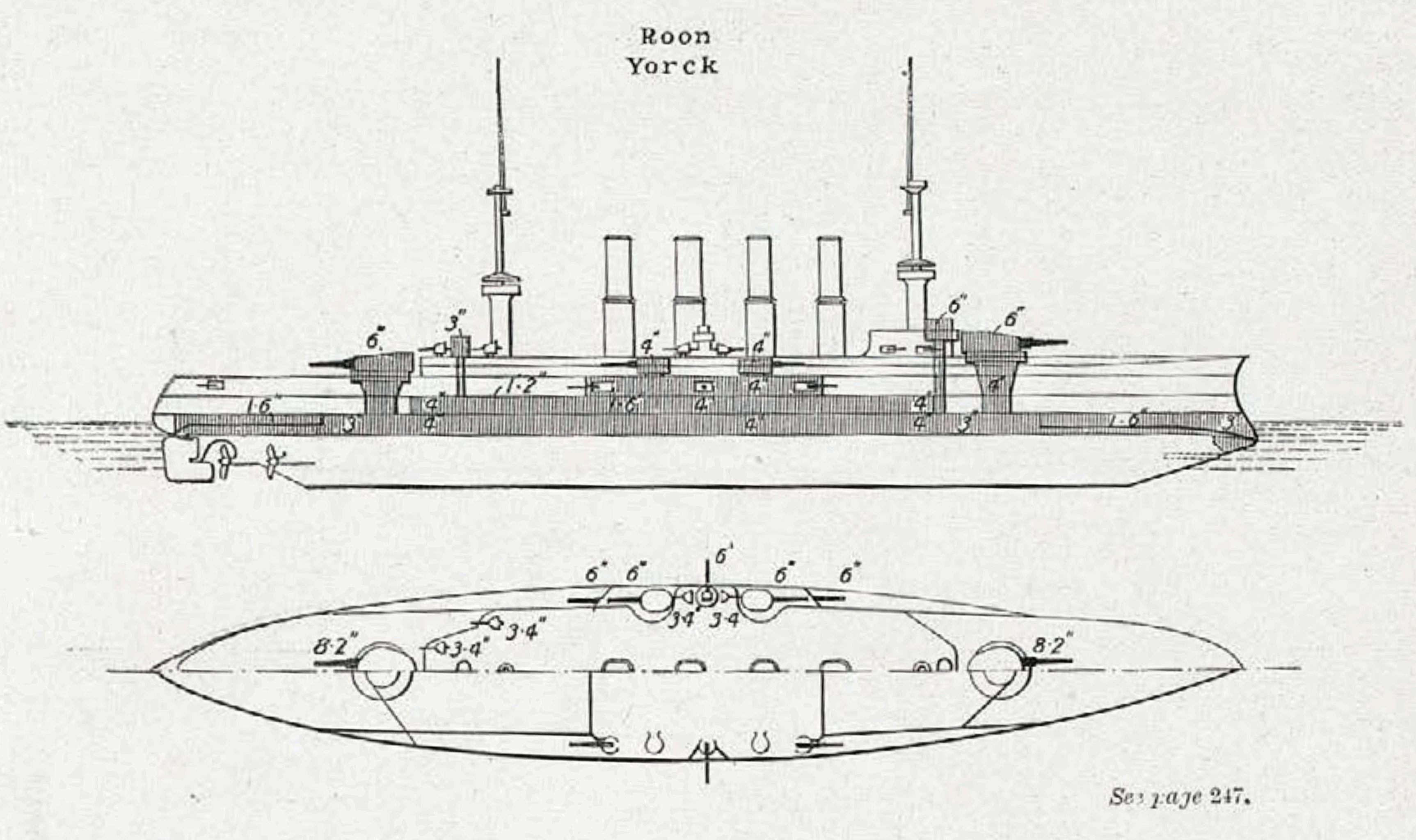
Ritning av en Roon-klass kryssare.

Fartygen i Roon-klassen var 127,30 meter långa vid vattenlinjen och 127,80 meter långa totalt. De hade en bredd på 20,20 meter och ett djupgående på 7,76 meter. Roon och Yorck hade ett deplacement 9 533 ton normalt och 10 266 ton vid full last. Deras skrov var konstruerade av tvärgående och längsgående stålramar som bildade en struktur över vilken skrovplåtarna av stål var nitade. Skroven innehöll tolv vattentäta skott och en dubbelbotten som sträckte sig över sextio procent av fartygets längd.
Liksom de föregående fartygen i Prinz Adalbert-klassen hade Roon och Yorck god sjöduglighet; när bränsletankarna var fulla hade de endast små rörelser. De manövrerade också bra och reagerade snabbt på roderrörelser eftersom styrningen kontrollerades med ett enda roder. Med rodret hårt överlagrat förlorade fartygen upp till 60 procent av sin hastighet. Fartygens kasematter var placerade för lågt, vilket ledde till att de blev mycket våta och därför omöjliga att använda vid hård sjögång. Fartygen hade en metacentrisk höjd på 1,04 meter. Deras standardbesättningar uppgick till cirka 35 officerare och 598 värnpliktiga. När de tjänstgjorde som eskaderns flaggskepp utökades besättningen med 13 officerare och 62 man, och som andra kommandoskepp med 9 officerare och 44 sjömän.
Roon och Yorck drevs av samma framdrivningssystem som den föregående klassen, tre 3-trecylindriga vertikala trippelexpansionsmotorer som var och en drev en av fartygens tre propellrar. Den centrala propellern hade en diameter på 4,50 meter och de yttre propellrarna en diameter på 4,80 meter. Ånga levererades till motorerna av sexton koleldade vattenrörspannor som byggdes av Düsseldorf-Ratinger Röhrenkesselfabrik. Varje panna hade fyra eldstäder, totalt 48 stycken. Pannorna ledde in i fyra skorstenar. Framdrivningssystemet producerade 19 000 shp (14 200 kW), vilket gav en nominell toppfart på 22 knop (41 km/h), men vid provturerna nådde inget av fartygen upp till den siffran, Roon gjorde 21,1 knop (39,1 km/h) och Yorck endast 20,4 knop (37,8 km/h). Fartygen hade fyra turbogeneratorer som gav 260 kilowatt vid 110 volt.

### Bestyckning och pansar

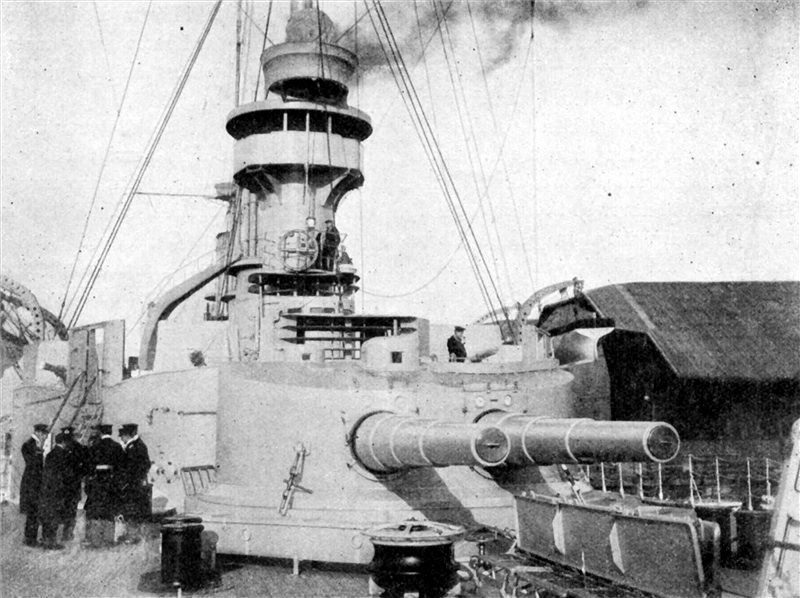
Det främre kanontornet på. Roon-klassen var utrustade med väldigt liknande bestyckning.

Fartygens primära beväpning bestod av fyra SK L/40-kanoner på 21 centimeter monterade i två dubbla torn, ett för- och ett aktertorn. Tornen var av typen DrL C/01, som var hydrauliskt styrda, och fästena gav ett höjdintervall från -5 till +30 grader. Dessa kanoner avfyrade en 108 kilo tung pansarbrytande granat med en utgångshastighet på 780 meter per sekund, för en maximal räckvidd på 16 200 meter.
Huvudbatteriet stöddes av ett sekundärt batteri med tio 15 cm SK L/40-kanoner i enkeltorn och kasematter placerade mittskepps. Dessa kanoner avfyrade en 40 kg tung granat med en utgångshastighet på 800 m/s. De kunde höjas till 30 grader, vilket gav en maximal räckvidd på 13 900 meter. För försvar på nära håll mot torpedbåtar hade fartygen ett batteri med fjorton 8,8 cm SK L/35-kanoner, som var monterade i individuella kasematter och pivotfästen i överbyggnaden. 8,8 cm-kanonerna avfyrade en 7 kg tung granat med en utgångshastighet på 770 m/s. Kanonerna hade en maximal höjd på 25 grader och en räckvidd på 9 100 meter. Varje fartyg hade 1 600 patroner för 15 cm-kanonerna och 2 100 patroner för 8,8 cm-kanonerna.
Som brukligt var för örlogsfartyg på den tiden var fartygen också utrustade med fyra 45 cm långa torpedtuber som var nedsänkta i skrovet, en i fören, en i aktern och en på varje bredsida. C/03-torpeden hade en stridsspets på 147,5 kg och en räckvidd på 1 500 meter vid en hastighet på 31 knop (57 km/h) och 3 000 meter vid 26 knop (48 km/h).
Roon och Yorck skyddades av Krupp pansar av cementerat stål. Vid vattenlinjen var deras pansarbälte 100 mm tjockt mittskepps, där fartygens vitala delar fanns. Detta minskades något till 80 mm i vardera änden av bältets centrala del. Bältet var förstärkt med 55 mm teakplankor. På kasemattdäcket var sidopansaret också 100 mm tjockt. Det bepansrade däcket varierade i tjocklek från 40-60 mm och var anslutet till bältet med ett sluttande pansar som var 40-50 mm tjockt. Det främre tornet hade 150 mm tjocka sidor och ett 30 mm tjockt tak. Det bakre tornet var mindre väl skyddat; dess sidor var endast 80 mm tjocka och dess tak var 20 mm tjockt. Huvudbatteriets kanontorn var pansrade med 150 mm tjocka stålplattor på sidorna och 30 mm tjocka tak.15 cm kanontornen var skyddade av 100 mm tjocka sidor och 80 mm tjocka kanonsköldar.

### Planerad konvertering avRoon
År 1918 utarbetade konstruktörerna planer för att bygga om Roon till en flygplanskryssare, baserat på tidigare ombyggnader som bland annat omfattade den lätta kryssaren Stuttgart. Roon hade vid den här tiden avväpnats; förslaget innebar att en hangar installerades akter om huvudöverbyggnaden, med utrustning för att hantera fyra sjöflygplan. Hon skulle ha varit beväpnad med ett batteri med sex 15 cm L/45-kanoner och sex 8,8 cm luftvärnskanoner, men detta genomfördes aldrig på grund av krigsslutet senare samma år.

## Skepp i klassen

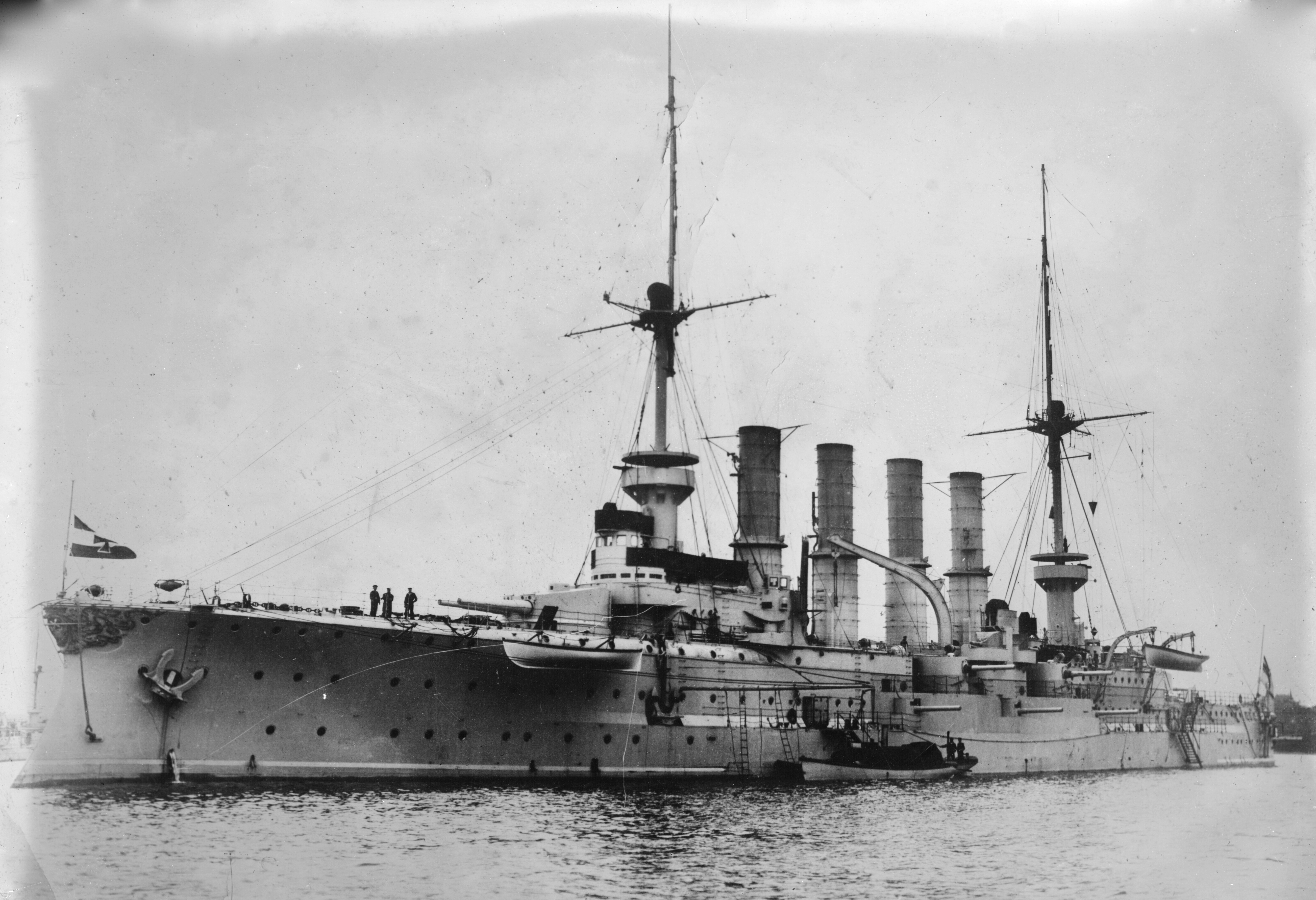
Roon, förmodligen under sitt besök till USA 1907.

| Namn  | Varv                    | Namne                       | Påbörjad       | Sjösatt      | I tjänst         |
| ----- | ----------------------- | --------------------------- | -------------- | ------------ | ---------------- |
| Roon  | Kaiserliche Werft, Kiel | Albrecht von Roon           | 1 augusti 1902 | 27 juni 1903 | 5 april 1906     |
| Yorck | Blohm & Voss, Hamburg   | Ludwig Yorck von Wartenburg | 25 april 1903  | 14 maj 1904  | 21 november 1905 |

## Tjänstgöring
När Yorck togs i tjänst gick med i första spaningsgruppen vid Högsjöflottan. Hon tjänade som gruppens flaggskepp under en stor del av sin tidiga karriär, och när Roon anslöt sig till henne i slutet av 1906 blev det sistnämnda fartyget vice befälhavarens flaggskepp (även om Roon växlade i denna roll med pansarkryssaren Friedrich Carl). År 1907 avdelades Roon för ett besök i USA för att representera Tyskland vid Jamestownutställningen. Båda fartygen gjorde långresor i Atlanten i slutet av 1900-talet i sällskap med första spaningsgruppen eller hela Högsjöflottan. Bortsett från dessa resor var fartygen huvudsakligen upptagna med rutinövningar i fredstid. Roon togs ur tjänst i september 1911, då hennes plats i eskadern hade tagits över av modernare slagkryssare. Yorck var inblandad i en kollision med torpedbåten S178 i mars 1913 som ledde till att det senare fartyget sjönk. Yorck togs ur bruk kort därefter, de flesta ur hennes besättning förflyttades till den nya slagkryssaren Seydlitz.

### Första världskriget
Efter utbrottet av första världskriget i juli 1914 mobiliserades båda kryssarna och tilldelades tredje spaningsgruppen, som till en början var placerad vid högsjöflottan i Nordsjön; Roon tjänstgjorde som gruppens flaggskepp. Båda fartygen fanns med i spaningsskärmen för huvudskeppen när den seglade ut för att ge stöd till första spaningsgruppen, under räderna mot Yarmouth i november; när fartygen återvände till Wilhelmshaven natten till den 3 november drabbades de av kraftig dimma och tvingades ankra i Schilligs redd utanför hamnen för att undvika att skadas av de defensiva minfält som lagts ut utanför hamnen. Yorcks befälhavare beslutade att sikten hade förbättrats tillräckligt för att gå in i hamnen, men i dimman ledde han fartyget in i ett av minfälten. Yorck träffade ett par minor i snabb följd och sjönk med stor förlust av människoliv. Roon fortsatte att operera med huvudflottan och deltog i räderna mot Scarborough, Hartlepool och Whitby i december. Under operationen mötte hon kortvarigt ett par brittiska jagare, men ingen av dem öppnade eld.
I början av 1915 stod det klart för den tyska flottan att äldre fartyg som Roon inte var tillräckligt bepansrade för att delta i en strid med brittiska Grand Fleet, så tredje spaningsgruppen förflyttades därför till Östersjön i april, där den upplöstes och dess fartyg användes för att bilda Östersjöns spaningsstyrkor, med Roon som ställföreträdande befälhavarens flaggskepp. Därefter deltog hon i en rad offensiva operationer mot ryska styrkor, med början i ett gemensamt armé- och marinanfall mot Libau i maj. Detta följdes av flera aktioner i centrala Östersjön i maj och juni för att försöka fånga ryska fartyg, vilket kulminerade i slaget vid Gotland i början av juli; då en grupp ryska kryssare attackerade flera tyska fartyg under en minering. Roon seglade ut för att förstärka de tyska fartygen. Roon angrep den ryska pansarkryssaren Bayan och fick en träff, men blev träffad flera gånger i gengäld innan hon drog sig undan.
Roon deltog i slaget vid Rigabukten i augusti 1915 och bombade ryska ställningar vid Zerel på Svorbehalvön tillsammans med pansarkryssaren Prinz Heinrich. De två kryssarna överraskade en grupp ryska jagare och skadade en av dem innan ryssarna flydde. I slutet av 1915 övertygade det ökade hotet från brittiska ubåtar, som visade sig genom att Prinz Adalbert sänktes i oktober, den tyska flottstaben att dra tillbaka de återstående pansarkryssarna som fortfarande var i tjänst (vid denna tidpunkt endast Roon och Prinz Heinrich). Roon avväpnades 1916 och användes som utbildningsfartyg och flytande kasern. Konstruktionsarbetet inleddes 1916 för att bygga om fartyget till en flygplanskryssare. Arbetet skulle pågå mellan 1917 och 1918 under 20 månader, men avbröts på grund av krigsslutet. Fartyget ströks ur marinregistret den 25 november 1920 och skrotades året därpå i Kiel-Nordmole.